# Persone di nome Eduardo/Calciatori
| Questa pagina contiene informazioni ricavate automaticamente dalle voci biografiche con l'ausilio del template Bio e di un bot. L'aggiornamento è periodico e automatico e ricostruisce completamente la pagina. Se manca una persona in questa lista, sei pregato di non aggiungerla, ma accertati piuttosto che la sua voce biografica contenga il template Bio e che i dati anagrafici siano correttamente compilati. Se il template Bio manca, inseriscilo tu stesso o, in alternativa, metti l'avviso {{tmp\|Bio}} che ne segnala la mancanza. Se i dati riportati sono sbagliati, correggi direttamente la voce biografica; le modifiche saranno visibili in questa lista entro pochi giorni. Per chiarimenti vedi il progetto antroponimi. La lista contiene solo le 129 persone che sono citate nell'enciclopedia e per le quali è stato implementato correttamente il template Bio. Pagina aggiornata al 6 ago 2025. |

Questa è una lista di persone presenti nell'enciclopedia che hanno il nome Eduardo e sono calciatori.

## A(13)
- Eduardo Aguirre, calciatore messicano (San Pedro, n. 1998)
- Eduardo Agüero, calciatore uruguaiano (Barros Blancos, n. 2004)
- Edu Albácar, ex calciatore spagnolo (Sant Jaume d'Enveja, n. 1979)
- Edu Alonso, ex calciatore spagnolo (Bilbao, n. 1974)
- Eduardo Alterio, calciatore argentino (n. 1893)
- Eduardo Anderson, calciatore panamense (Panama, n. 2001)
- Pepê, calciatore brasiliano (Foz do Iguaçu, n. 1997)
- Eduardo Arancibia, ex calciatore cileno (Santiago, n. 1976)
- Eduardo Aranda, ex calciatore paraguaiano (Asunción, n. 1985)
- Eduardo Arbide, calciatore spagnolo (Rosario, n. 1900 - † 1987)
- Eduardo Astengo, calciatore peruviano (n. 1905 - † 1969)
- Edu Dracena, ex calciatore brasiliano (Dracena, n. 1981)
- Eduardo Alves da Silva, ex calciatore brasiliano (Rio de Janeiro, n. 1983)

## B(7)
- Eduardo Bacas, ex calciatore argentino (San Miguel de Tucumán, n. 1953)
- Eduardo Balassaniàn, ex calciatore argentino (n. 1937)
- Edu Bedia, calciatore spagnolo (Santander, n. 1989)
- Eduardo Blanco, calciatore e arbitro di calcio argentino (Rosario, n. 1897 - Rosario, † 1958)
- Eduardo Bonvallet, calciatore e allenatore di calcio cileno (Santiago del Cile, n. 1955 - Providencia, † 2015)
- Eduardo José Borges Machado, calciatore portoghese (Chaves, n. 1990)
- Eduardo João Bunga, calciatore angolano (n. 2000)

## C(5)
- Eduardo Camavinga, calciatore francese (Cabinda, n. 2002)
- Eduardo Sasha, calciatore brasiliano (Porto Alegre, n. 1992)
- Eduardo Commisso, ex calciatore argentino (Avellaneda, n. 1948)
- Eduardo José Curia, ex calciatore e allenatore di calcio argentino (n. 1941)
- Eduardo Ratinho, ex calciatore brasiliano (San Paolo, n. 1987)

## D(12)
- Du Bala, ex calciatore brasiliano (Campinas, n. 1981)
- Eduardo Dasent, calciatore panamense (Panama, n. 1988)
- Eduardo de la Peña, ex calciatore uruguaiano (Minas, n. 1955)
- Aníbal Domeneghini, ex calciatore argentino (Buenos Aires, n. 1985)
- Eduardo Henrique da Silva, calciatore brasiliano (Limeira, n. 1995)
- Eduardo Neto, calciatore brasiliano (Salvador, n. 1988)
- Eduardo Fernando da Silva, ex calciatore uruguaiano (Artigas, n. 1966)
- Eduardo Adelino da Silva, ex calciatore brasiliano (Rio de Janeiro, n. 1979)
- Eduardo Felicíssimo, calciatore portoghese (Montijo, n. 2007)
- Eduardo Francisco de Silva Neto, ex calciatore brasiliano (Rio de Janeiro, n. 1980)
- Eduardo Kau, calciatore brasiliano (Brasilia, n. 1999)
- Eduardo Gabriel dos Santos Bauermann, calciatore brasiliano (Estância Velha, n. 1996)

## E(4)
- Eduardo Endériz, calciatore uruguaiano (Montevideo, n. 1940 - Valladolid, † 1999)
- Eduardo Estíbariz, ex calciatore spagnolo (Vitoria, n. 1966)
- Edu Expósito, calciatore spagnolo (Barcellona, n. 1996)
- Eduardo Hurtado, ex calciatore ecuadoriano (Esmeraldas, n. 1969)

## F(8)
- Eduardo Ferreira Abdo Pacheco, ex calciatore brasiliano (Ribeirão Preto, n. 1987)
- Eduardo Fereira, calciatore venezuelano (Valencia, n. 2000)
- Eduardo Fernandes Pereira Gomes, ex calciatore portoghese (Lisbona, n. 1981)
- Eduardo Mancha, calciatore brasiliano (Belo Horizonte, n. 1995)
- Eduardo Ferreira, ex calciatore brasiliano (Rio de Janeiro, n. 1983)
- Eduardo Figueiredo da Cruz, calciatore brasiliano (Curitiba, n. 2000)
- Eduardo Flores, calciatore e allenatore di calcio argentino (Ensenada, n. 1944 - † 2022)
- Eduardo Fournier, ex calciatore cileno (Talca, n. 1956)

## G(15)
- Edu García, ex calciatore spagnolo (Siviglia, n. 1969)
- Eduardo García Martín, calciatore spagnolo (Saragozza, n. 1990)
- Eduardo García, calciatore uruguaiano (Colonia del Sacramento, n. 1945 - Guayaquil, † 2016)
- Eduardo García, calciatore uruguaiano (Montevideo, n. 1907)
- Eduardo José Gomes Camessele Mendes, calciatore, allenatore di calcio e dirigente sportivo portoghese (Barcelos, n. 1962 - Monção, † 2020)
- Eduardo Gómez, ex calciatore cileno (Ovalle, n. 1958)
- Eduardo González Valiño, calciatore spagnolo (La Coruña, n. 1911 - La Coruña, † 1979)
- Eduardo Gonçalves de Oliveira, ex calciatore brasiliano (San Paolo, n. 1981)
- Eduardo Gottardi, ex calciatore brasiliano (Encantado, n. 1985)
- Eduardo Grispo, calciatore argentino (Buenos Aires, n. 1939 - † 2016)
- Eduardo Guerrero, calciatore panamense (Panama, n. 2000)
- Eduardo Gutiérrez, calciatore boliviano (n. 1925)
- Eduardo Manuel Gámez, ex calciatore messicano (Città del Messico, n. 1991)
- Eduardo Santos, calciatore brasiliano (n. 1997)
- Tostão, ex calciatore e giornalista brasiliano (Belo Horizonte, n. 1947)

## H(5)
- Eduardo Hernández, calciatore cubano (Santiago di Cuba, n. 2003)
- Eduardo Hernández, ex calciatore salvadoregno (n. 1958)
- Eduardo Herrera, ex calciatore messicano (Città del Messico, n. 1988)
- Eduardo Herrera, ex calciatore cileno (Rancagua, n. 1944)
- Eduardo Herrera Bueno, calciatore spagnolo (Gijón, n. 1914 - † 1991)

## J(2)
- Eduardo Jiguchi, ex calciatore boliviano (Santa Cruz de la Sierra, n. 1970)
- Eduardo Jumisse, ex calciatore mozambicano (Maputo, n. 1984)

## K(1)
- Eduardo Kempf Schwade, calciatore brasiliano (Feliz, n. 2002)

## L(4)
- Eduardo Kunde, calciatore brasiliano (Montenegro, n. 1997)
- Alejandro Lago, ex calciatore uruguaiano (Montevideo, n. 1979)
- Eduardo Laing, ex calciatore honduregno (Puerto Cortés, n. 1951)
- Eduardo Ledesma, calciatore paraguaiano (Asunción, n. 1985)

## M(10)
- Eduardo Antônio Machado Teixeira, calciatore brasiliano (Fortaleza, n. 1993)
- Eduardo Maglioni, ex calciatore argentino (Reconquista, n. 1946)
- Eduardo Malásquez, ex calciatore peruviano (Lima, n. 1957)
- Eduardo Manchón, calciatore spagnolo (Barcellona, n. 1930 - Barcellona, † 2010)
- Eduardo Luján Manera, calciatore e allenatore di calcio argentino (Concepción del Uruguay, n. 1944 - Buenos Aires, † 2000)
- Federico Martínez, ex calciatore uruguaiano (Florida, n. 1984)
- Eduardo Morales, ex calciatore e ex giocatore di calcio a 5 cubano (Calimete, n. 1981)
- Eduardo Morante, ex calciatore ecuadoriano (Vinces, n. 1987)
- Eduardo Mourinha, calciatore portoghese (n. 1909 - † 1990)
- Edu Moya, ex calciatore spagnolo (Monesterio, n. 1981)

## N(3)
- Eduardo Costa, ex calciatore brasiliano (Florianópolis, n. 1982)
- Edu, calciatore brasiliano (Rio de Janeiro, n. 1993)
- Eduardo Neves, calciatore brasiliano (Rio de Janeiro, n. 1943 - † 1969)

## P(6)
- Eduardo Pereira Martínez, ex calciatore uruguaiano (Montevideo, n. 1954)
- Eduardo Pereira Rodrigues, calciatore brasiliano (Goiânia, n. 1992)
- Eduardo Pimentel, ex calciatore colombiano (n. 1959)
- Eduardo Pincelli, calciatore brasiliano (São José do Rio Preto, n. 1983)
- Eduardo Praes, ex calciatore brasiliano (Ituverava, n. 1988)
- Eduardo Pérez, calciatore messicano (Culiacán, n. 1993)

## Q(1)
- Eduardo Quaresma, calciatore portoghese (Barreiro, n. 2002)

## R(13)
- Edu Borges, calciatore portoghese (Chaves, n. 2002)
- Eduardo Rodrigues Souza, ex calciatore brasiliano (Guararapes, n. 1991)
- Eduardo Ribeiro dos Santos, ex calciatore brasiliano (São João do Piauí, n. 1980)
- Edu Ramos, calciatore spagnolo (Malaga, n. 1992)
- Eduardo Ramos Martins, ex calciatore brasiliano (Caçu, n. 1986)
- Eduardo Ramos, ex calciatore messicano (n. 1949)
- Eduardo Retat, ex calciatore colombiano (Santa Marta, n. 1948)
- Eduardo Rey Muñoz, ex calciatore peruviano (n. 1957)
- Eduardo Reyes Ortiz, calciatore boliviano (n. 1907 - † 1955)
- Eduardo Ricagni, calciatore argentino (Buenos Aires, n. 1926 - Buenos Aires, † 2010)
- Eduardo Marcelo Rodrigues Nunes, calciatore brasiliano (São Vicente, n. 1999)
- Eduardo Enrique Rodríguez, calciatore argentino (n. 1918 - La Plata, † 2000)
- Eduardo Rubio, ex calciatore cileno (Chuquicamata, n. 1983)

## S(9)
- Eduardo Roberto Stinghen, ex calciatore brasiliano (Jaraguá do Sul, n. 1944)
- Edu Manga, ex calciatore brasiliano (Osasco, n. 1967)
- Eduardo Salvio, calciatore argentino (Avellaneda, n. 1990)
- Du Queiroz, calciatore brasiliano (San Paolo, n. 2000)
- Eduardo Saporiti, ex calciatore argentino (Alcira Gigena, n. 1954)
- Eduardo Brock, calciatore brasiliano (Arroio do Meio, n. 1991)
- Nicolás Silva, calciatore uruguaiano (Montevideo, n. 1997)
- Eduardo Smith, ex calciatore ecuadoriano (n. 1966)
- Eduardo Sosa, calciatore venezuelano (Acarigua, n. 1996)

## T(4)
- Eduardo Tercero, calciatore messicano (Città del Messico, n. 1996)
- Eduardo Terrazas, ex calciatore boliviano (Portachuelo, n. 1962)
- Eduardo Texeira Lima, calciatore brasiliano (Serra Dourada, n. 1944 - San Paolo, † 2020)
- Eduardo Tuzzio, ex calciatore argentino (Buenos Aires, n. 1974)

## U(1)
- Eduardo Uslenghi, calciatore argentino

## V(4)
- Eduardo Valverde, ex calciatore costaricano (Turrialba, n. 1982)
- Eduardo Vargas, calciatore cileno (Santiago del Cile, n. 1989)
- Eduardo Vilarete, ex calciatore colombiano (Santa Marta, n. 1953)
- Eduardo Vilches, ex calciatore cileno (Colina, n. 1963)

## Z(1)
- Eduardo Zambrano, ex calciatore ecuadoriano (Esmeraldas, n. 1970)

## Á(1)
- Eduardo Águila, calciatore messicano (Ocotlán, n. 2002)